# Andrij Desjtjytsia
Andrij Bogdanovitj Desjtjytsia är en ukrainsk diplomat, politiker och Ukrainas ambassadör i Finland. Han var 27 februari-19 juni 2014 tillförordnad utrikesminister i Ukraina.
Andrij Desjtjytsia hamnade i blåsväder när han i juni 2014 använde ett nedsättande ord för att beskriva Rysslands president Vladimir Putin – varpå Rysslands utrikesminister Sergej Lavrov sade att han inte skulle tala med Desjtjytsia igen.
Ukrainas president Petro Porosjenko valde att ersätta honom med Ukrainas dåvarande ambassadör i Tyskland, Pavlo Klimkin,  som landets utrikesminister. Nomineringen blev godkänd av parlament.